# Селиваново (Череповецкий район)
Селиваново — деревня в Череповецком районе Вологодской области.
Входит в состав Яргомжского сельского поселения, с точки зрения административно-территориального деления — в Яргомжский сельсовет.
Расстояние по автодороге до районного центра Череповца — 24 км, до центра муниципального образования Ботово — 10 км. Ближайшие населённые пункты — Глухая Лохта, Енюково, Колкач.
По переписи 2002 года население — 4 человека.